# 阿雷库尔·奥斯莫诺夫
阿雷库尔·奥斯莫诺夫（俄语：Алыку́л Осмонов，1915年3月8日（格里历：3月21日）—1950年12月12日）。吉尔吉斯族，苏联文学家，剧作家，翻译家。

## 生平
1915年3月21日出生于沙俄锡尔河州奥列塔地区Kaptal-Aryk村。少年父母双亡，在伏龙芝和托克马克的孤儿院长大。
1929年-1933年在伏龙芝师范学院文学系学习。1930年开始文学创作，在当地报纸上发表了第一首诗。毕业后成为《列宁青年报》，《红色吉尔吉斯》杂志编辑。1935年出版第一部诗集。1938年成为苏联作家协会会员。1939年-1940年成为吉尔吉斯作协秘书长。
1935年-1950年间出版了《早晨之歌》，《星际青年》，《乔普斯坦》，《爱》，《新歌》，《我的土地就是歌之国》等诗集。诗集《我的房子》于1950年在莫斯科以俄语出版并被提名斯大林文学奖。这本书受到全苏读者的热烈欢迎，闻名全苏，被翻译成多种语言。
奥斯莫诺夫致力于发扬吉尔吉斯的民间文学艺术，并努力对其进行加工。他为儿童文学做出了巨大贡献。他也是一位伟大的翻译。他将普希金的《叶甫根尼·奥涅金》，克雷洛夫的寓言，裴多菲的诗歌，莎士比亚的《第十二夜》，《奥赛罗》，绍塔·鲁斯塔韦利的《虎皮武士》等作品翻译成吉尔吉斯语。他还创作了戏剧《Buster Kooman》（1947年），《Abulkasym Dzhanbolotov》（1948年），喜剧《我们必须去默克》（1949年）等。
1950年12月12日因肺炎于伏龙芝逝世，终年35岁。葬于伏龙芝阿拉阿尔查公墓。

## 荣誉
- 荣誉勋章
- 吉尔吉斯苏维埃社会主义共和国列宁共青团奖一等奖（1967年追授）

## 纪念
- 吉尔吉斯共和国国家图书馆以奥斯莫诺夫命名。
- 吉尔吉斯斯坦作家协会设立了奥斯莫诺夫文学奖。
- 比什凯克和Kaptal-Aryk村的奥斯莫诺夫故居纪念馆。
- 吉尔吉斯共和国国家图书馆前的奥斯莫诺夫纪念碑。
- 比什凯克的一条街道以奥斯莫诺夫命名。
- 奥斯莫诺夫的肖像出现在吉尔吉斯斯坦第3-4版200索姆纸币上。